# Ромоти
Ромоти (пол. Romoty, нім. Romotten) — село в Польщі, у гміні Каліново Елцького повіту Вармінсько-Мазурського воєводства.
Населення — 54 особи (2011).
У 1975-1998 роках село належало до Сувальського воєводства.

## Демографія
Демографічна структура станом на 31 березня 2011 року:
|          | Загалом | Допрацездатний вік | Працездатний вік | Постпрацездатний вік |
| -------- | ------- | ------------------ | ---------------- | -------------------- |
| Чоловіки | 29      | 6                  | 21               | 2                    |
| Жінки    | 25      | 8                  | 12               | 5                    |
| Разом    | 54      | 14                 | 33               | 7                    |